# مفرقعات

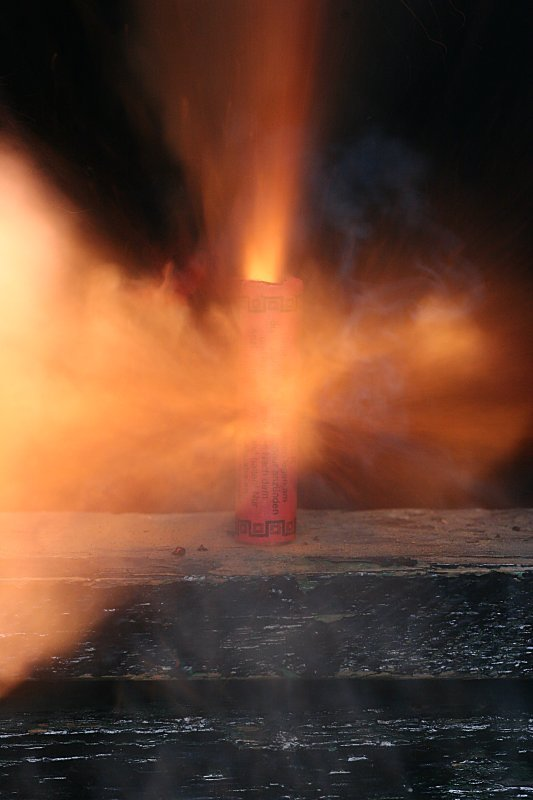
انفجار مفرقعة

المفرقعات هي متفجرات صغيرة الحجم والتأثير غالبا ما تستعمل في الاحتفالات لإحداث أصوات. مثلها مثل الألعاب النارية، فإن أصولها صينية.
تختلف المفرقعات عن الألعاب النارية في الغاية منها، حيث أن الألعاب النارية متفجرات تحدث أضواء ملونة في حين أن المفرقعات تحدث أصواتا ولا تحدث أضواء ملحوظة.

## الثقافة
يظهر استعمال المفرقعات في العديد من المظاهر الثقافية والاجتماعية عالميا. فنراها تستعمل في احتفالات الاستقلال وهالوين في الولايات المتحدة الأمريكية. كما تنتشر في بعض البلدان الإسلامية في الاحتفالات الدينية كالمولد النبوي وعاشوراء. وتشيع في احتفالات السنة الجديدة الصينية.

## التركيبة
تتركب المفرقعات من مواد اساسيه وهي البارود الأسود والفتيل والغلاف الخارجي الذي يكمن فيه سر المفرقعات اولا نتكلم عن أول ماده اساسيه وهي البارود الأسود .البارود الأسود ماده سريعه الاشتعال وله قوه انفجار عاليه .ويتكون من نترات البوتاسيوم .الكبريت الأصفر.فحم نباتي، وتكمن صناعه المفرقعات علي توفر هذه المواد فأذا توفرت هذه المواد توفرت المفرقعات لأن لا توجد صعوبه في مزجها عن طريق طحنها كل واحده علي حده ومزجها ببطأ لكي لا تنفجر، الفتيل وهو انبوب رفيع من مواد سريعه الاشتعال ويحشي داخله بارود أو امشجه اخري سريعه الاشتعال، الغلاف الخارجي وعادتا مايكون من الورق المقوي اومن البلاستيك فأذا زاد قوه الغلاف زادت قوه الصوت. يتم وضع البارود داخل الغلاف وغرس الفتيل داخل البارود ثم يتم غلق الغلاف جيدا بحيث الا يكون هناك فراغ في داخل الغلاف لكي لا تفسد وهناك أنواع عديدة من المفرقعات منها من ينفجر أكثر من مرة و منها ما يطير ثم ينفجر]]

## قواعد الأمان
يجب مراعاة قواعد الأمان، مثل عدم الإمساك بها بعد إشعالها وإبعادها عن العين والأذن. تتم تخزينها في مكان جاف وبعيدا عن الشمس أو مصدر حراري. يستحسن عدم تركها في متناول الأطفال.

### مقالات ذات صلة
- بارود
- ألعاب نارية
- مسحوق الفلاش